# Nani Roma

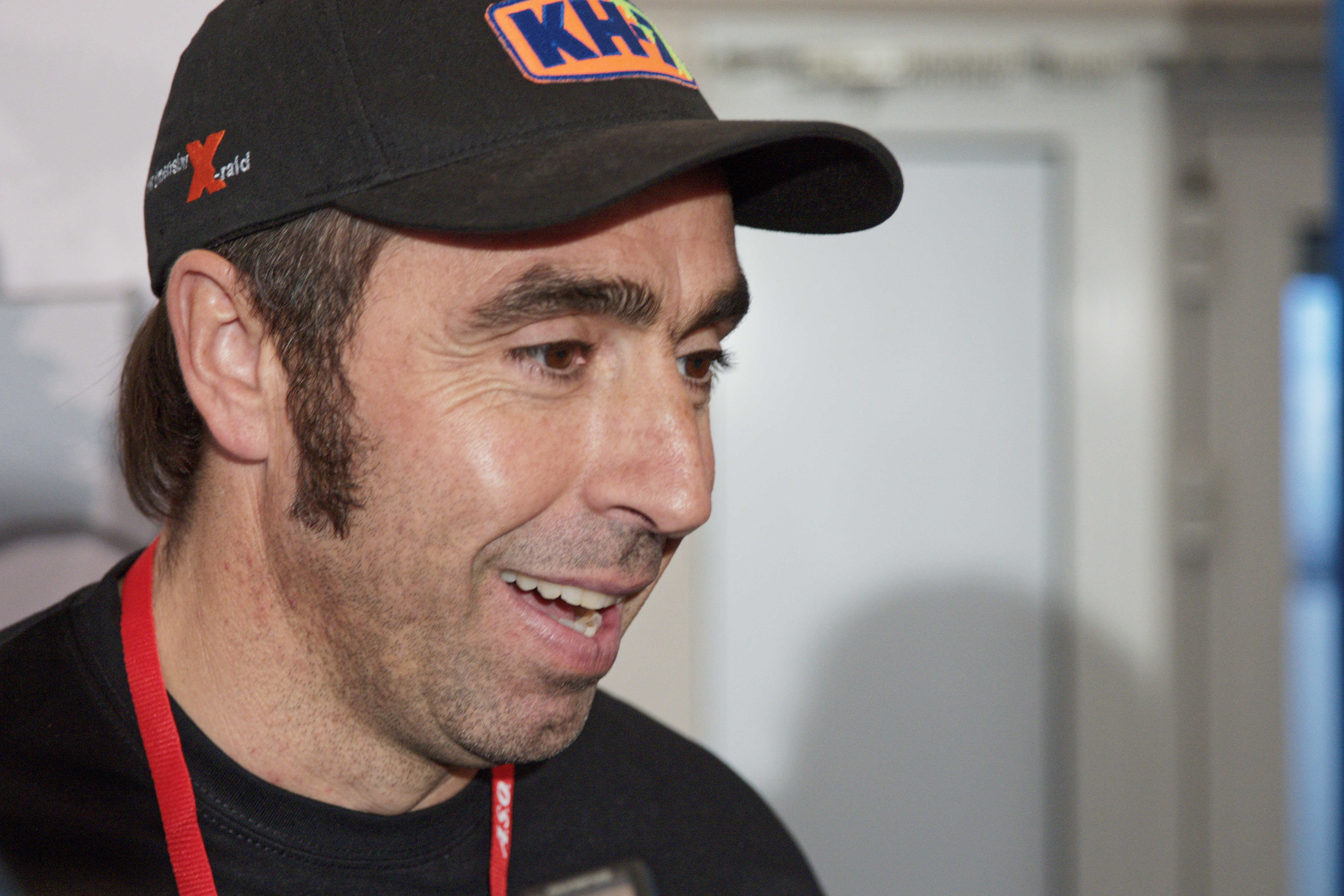
Roma in 2015

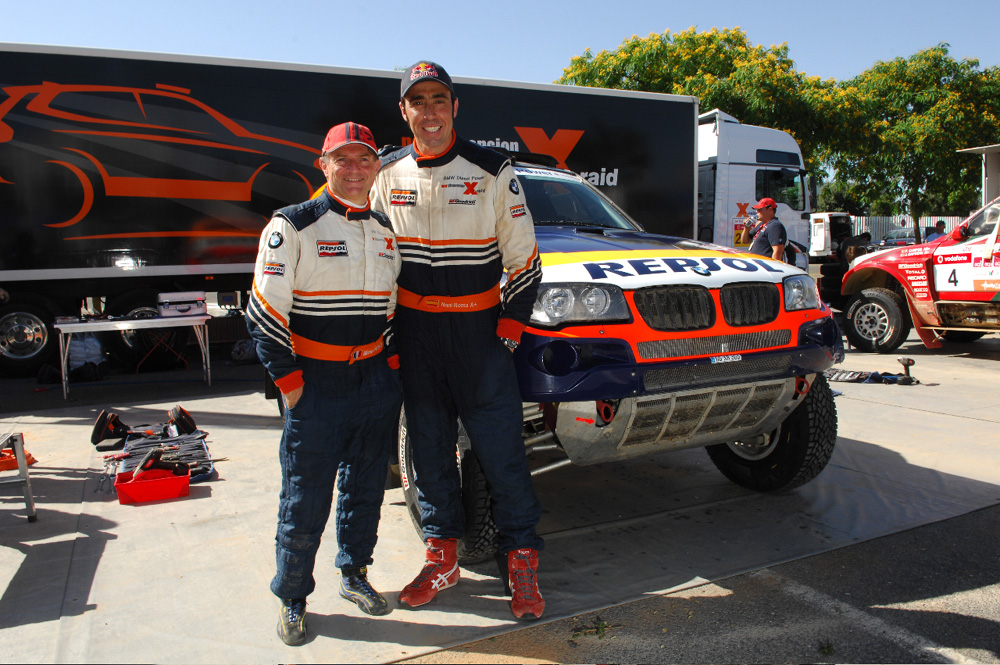
Michel Perin en Nani Roma

Nani Roma (Folgueroles (Barcelona), 17 februari 1972) is een Spaanse auto- en motorcoureur die voornamelijk bekend is vanwege zijn optredens in Parijs-Dakar.
Roma maakte jarenlang deel uit van het KTM team dat aan de grootste woestijnrally ter wereld meedoet. In 2004 wist hij het eindklassement bij de motoren op zijn naam te schrijven.
In 2005 maakte hij de overstap naar de auto's en kwam hij terecht in het Mitsubishi team waarmee hij als 6e eindigde. Tijdens Parijs-Dakar 2006 verkeert hij in een wisselvallige vorm, maar bevindt zich wel voortdurend in de top 10; hij had zelfs één dag de leiding van de wedstrijd. Uiteindelijk haalt hij dat jaar de 3e plaats in het eindklassement zijn tot dan toe beste resultaat. Vanaf 2009 rijdt hij in de X-Raid BMW waarmee hij in 3 jaar twee etappes wint, 2 keer uitvalt en een 10e plaats algemeen behaald. In 2012 start Roma in een Mini eveneens van het X-Raid team waarmee hij 3 etappes wint en 2e algemeen eindigt na teamgenoot Stéphane Peterhansel. In 2013 eindigt hij als 4e. In 2014 wint hij het autoklassement in de Mini.